# ホンダ・レジェンド
レジェンド（LEGEND）は、本田技研工業が生産・販売していたEセグメントに属するセダン型の乗用車（高級車）である。

## 概要
ホンダ初のV型6気筒エンジンを搭載し、3ナンバー仕様車も設定されるホンダのフラグシップカーとして登場した。中高年の富裕層を主なターゲットとしている。取扱販売店は高級車を扱うクリオ店（後のカーズ店）の専売。
北米市場では新たに上級ブランドとして新設された「アキュラ」の最高級モデルとして、2代目までは「レジェンド」、3代目・4代目は「RL」、5代目以降は「RLX」の名称で販売されている。また、4代目からはロシアや中国などでも販売を開始したが、韓国市場においてはホンダブランドの知名度を優先したため、日本と同じ「レジェンド」の名称を使用している。
ボディは4ドアセダンを中心に、初代および2代目には2ドアクーペもラインアップされていた。
レジェンドは最盛期の1991年（平成3年）には約1万9,000台を販売し、初代からの累計販売台数は10万台強に達したものの2011年（平成23年）には年間販売台数が360台に留まり、2012年（平成24年）6月をもって一旦生産を終了した。その後、2015年（平成27年）2月にハイブリッド専用車種として復活したが、これも2022年（令和4年）1月をもって販売終了となった。
クラウンやセドリックなど、他社の高級車には後輪駆動（もしくはそれをベースとした四輪駆動）が多いのに対して、レジェンドは歴代モデルを通して、ホンダの他の主要車種と同じく前輪駆動（3代目まで、4代目からは前輪駆動ベースの四輪駆動）となっている。

## 初代 KA1/2/3/4/5/6型 (1985年 - 1990年）
1985年11月23日、ホンダ初の3ナンバー仕様を持つ新しいフラッグシップカーとして登場。また。アメリカで展開する高級ブランドである「アキュラ」向けの専用車種でもある。発売当初のラインナップは４ドアセダンのみでC20A搭載2.0Lモデル（KA1）の「Zi」、「Gi」、C25A搭載2.5Lモデル（KA2）は「Xi」の３グレードが用意された。機種コードは4ドアセダンがSD4、2ドアハードトップがSG0。
ホンダは自社ラインナップとして初の「高級車」クラスの車を開発するに当たり、当時業務提携関係にあり、かつ中型車以上の車種の開発ノウハウがあるイギリスのブリティッシュ・レイランド（BL、後のローバー）と共同開発を行った。この共同作業は積極的に進められ、BLの関係者は日本のホンダ開発現場へ出向き、サスペンションのセッティングからウォールナットパネルの使い方一つまで指導したという。また、ホンダも独自に同クラスの外国車を購入して徹底的に研究したほか、開発担当者を世界各国の高級ホテルに宿泊させ、「高級感」についての体験をさせたというエピソードが残っている。こういったことからレジェンドでは歴代、のちの下級車種である「アコードインスパイア」/「ビガー」などでも日本車として異例なほど本木目パネル（天童木工製）へのこだわりを見せた。
BLでのモデル名は「ローバー・825/820」で、「スターリング」は「825」の最上級グレードの名前である。日本国内で販売されるスターリングは、ホンダの埼玉製作所においてレジェンドと同じラインで生産されていた。
当時、日本国内の自動車工場では最大の2,300tプレス成型機器を導入。ホンダの車体では従来の粉体塗装ではなく、初の4コート4ベイクの塗装工程を採用した。また、日本で初めて運転席用SRSエアバッグ（タカタとの共同開発）を搭載した乗用車（北米向けは1986年から、日本では1987年から）であり、当初から「A.L.B.（ABSに対するホンダの商標）」を標準・オプション設定していたほか、シートベルトを装着している拘束感を和らげるテンションリレーファーやサイドドアビームなども装備し、全面衝突に対応した安全設計となっていた。この他、モデル末期には世界初のFF車用トラクションコントロールシステムが搭載された。
エンジンは当初2.0LのC20A型と2.5LのC25A型を設定していたが、クラウン（S130系）やセドリック・グロリア（Y31系）が3Lエンジンを搭載した3ナンバー車を登場させたのに対抗し、1987年9月3日のマイナーチェンジで、C25A型を2ドアハードトップ（および輸出用）に搭載されていたC27A型に変更し、型式もKA4へと改められている。
装備別に2.5L（KA2）・2.7L（KA4/KA6）は「Xi Exclusive（エクスクルーシブ）」、2.0L（KA1/KA5）は「Gi Exclusive」、「Zi」、「Mi」などのグレードが用意され、「Exclusive」系には天童木工製本木目パネル、トップグレードのみ100%ウールモケットシートが装備されている他、当時開発途上であったカーナビゲーションシステムを搭載できるようなダッシュボードデザインとなっていた。なお、最終的に開発が間に合わず、試作機がテスト搭載されただけに終わった。歴代のレジェンドにおいて、日本国内仕様では唯一この世代（2.0L NA車および2.5L車）にのみ、5速MT仕様が用意されていた。
1987年2月6日には、3ナンバー専用ボディにC27A型エンジンを搭載する2ドアハードトップ（KA3）が追加。ベースグレードのワングレード。オプションで本革シートが設定された。
1987年9月3日のマイナーチェンジでは、４ドアセダン、２ドアハードトップ両モデルにSRSエアバッグシステムを装備。また４ドアモデルの上級グレードである「Xi」には従来の2.5LのC25A型エンジンに代わり２ドアハードトップと同じ2.7LのC27A型エンジンへ変更を行ったほか、フル電子制御2WAY4速オートマチックを採用した。さらに、4ドアにオプション設定のA.L.Bを新たに3チャンネルデジタル制御A.L.Bとした。（Miを除く／2ドアハードトップは従来より標準採用。）グレードは、４ドアが2.0Lモデルは「Mi」、「Zi」、「Gi」および「Gi Exclusive」の４グレード、2.7Lモデルが従来の「Xi」に加え「Xi Exclusive」が追加され２グレードの計６グレードとなった。２ドアハードトップも従来の「2ドアハードトップ」に加え、「２ドアハードトップ Exclusive」が追加され２グレードが用意された。４ドアセダンはこのモデルまでリアサスペンション形式がマクファーソンストラットを採用している。
1988年10月14日のマイナーチェンジでは、ホンダが独自開発した「ウィングターボ」を装着したC20A型ターボエンジン搭載の「Ti Exclusive」および「Ti」を設定。また、4ドアセダンのリアサスペンションが2ドアハードトップ同様のダブルウィッシュボーンに改められた（従来はスペースの関係でマクファーソンストラットを採用）。このマイナーチェンジで型式は、C20A搭載モデル（ターボモデル含む）がKA5、C27A搭載モデルがKA6へと変更された。なお、このマイナーチェンジにおいては自然吸気（NA）のC20A型とC27A型のスペックは変更されていない。この他、日本市場向けのみグリル意匠やリアのランプ周りのデザインを変更し、それまでのスポーティなイメージから、メッキを多用したラグジュアリーなイメージを持つ外観へ刷新。またホイールのデザインを一新したほか、内外装も新色が追加された。あわせて内装もダッシュボードのデザインをより機能性の高いものに変更し、シート生地の改良も施された。オートマチック車では前席大型センターアームレスト付2段式コンソール、リア席シートベルト格納ボックスを追加。４ドアセダンは2.0L自然吸気モデルでは「Gi」が廃止され「Mi」、「Zi」、「Gi Exclusive」の３グレードに加えウイングターボモデルの「Ti」と「Ti Exclusive」の２グレードが用意され、2.7Lモデルは従来の「Xi」が廃止。「Xi Exclusive」のワングレードとなった。２ドアハードトップは「2ドアハードトップ」、「２ドアハードトップ Exclusive」の２グレード。
1989年7月21日のマイナーチェンジでは、４ドアセダンと２ドアハードトップモデルの2.7L ExclusiveグレードにFF車では世界初となるトラクションコントロールシステム(TCS)を標準搭載。２ドアハードトップモデルのExclusiveにはTCSに加えて３チャンネルA.L.B、本革シート、ガラスサンルーフおよびSRSエアバッグが標準搭載された。8月21日には2.0Lモデルにもマイナーチェンジが行われ、「Gi Exclusive」と「Ti Exclusive」が運転席のシートスライド＆リクライニング調整機能とハイトアジャスト機能を電動パワー化。シートベルト装着時のベルト張力を軽減し圧迫感を解消するテンション・リデューサー付シー トベルトをフロントに装着が行われた。
1990年9月、２代目へモデルチェンジのため販売終了。
セダン「Xi」がホンダの創業者の本田宗一郎の愛車として使用された他、当時ホンダエンジンを搭載したマシンに乗っていたアイルトン・セナや中嶋悟も使用していた。鈴鹿サーキットのマーシャルカーとして在籍したこともあった。また、多くがホンダの役員専用車として使用された。リムジン仕様車も導入されており、本田自身が運転免許証を返納後の専用車として使用された。この専用車は本田技術研究所特注のエアサスペンション仕様になっていた。その他、ホンダ車として初めて東京都内のハイヤーとして採用された。また、ホンダ本社が赤坂御用地向かいに立地している事もあり、後期型（シャンパンゴールド色）は秋篠宮家の公用車としても使用された。

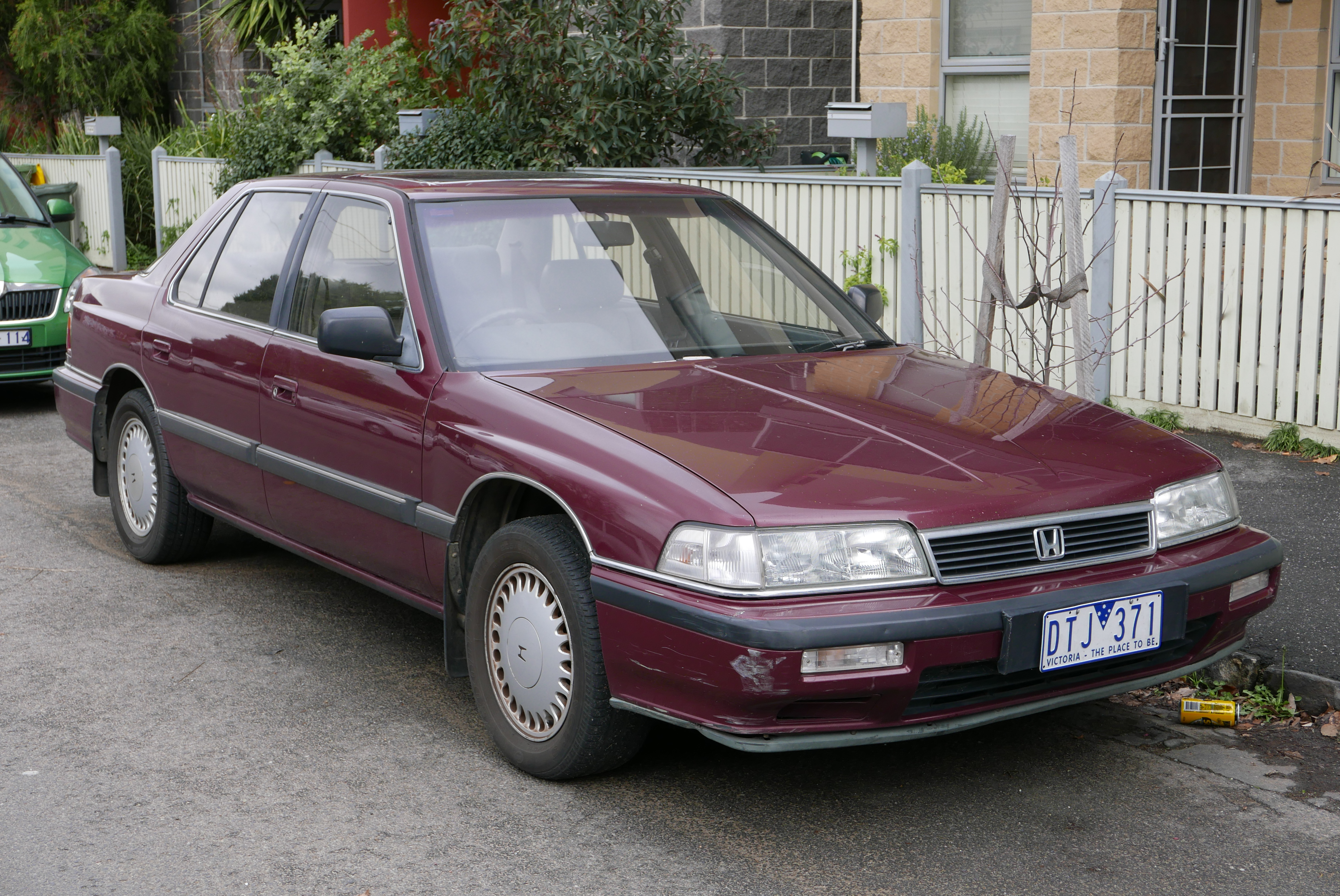
後期型 フロント（豪州仕様）
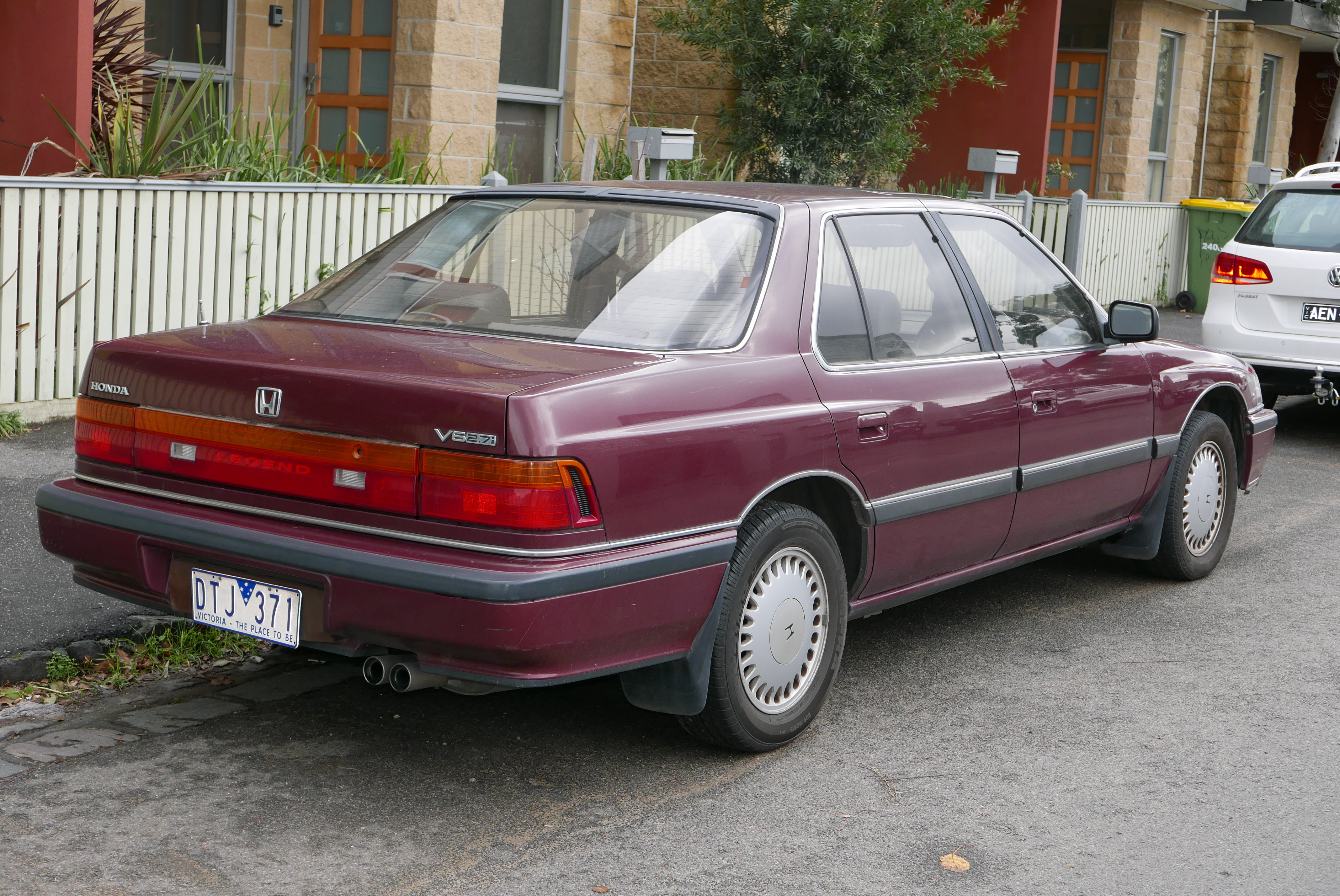
後期型 リア（豪州仕様）
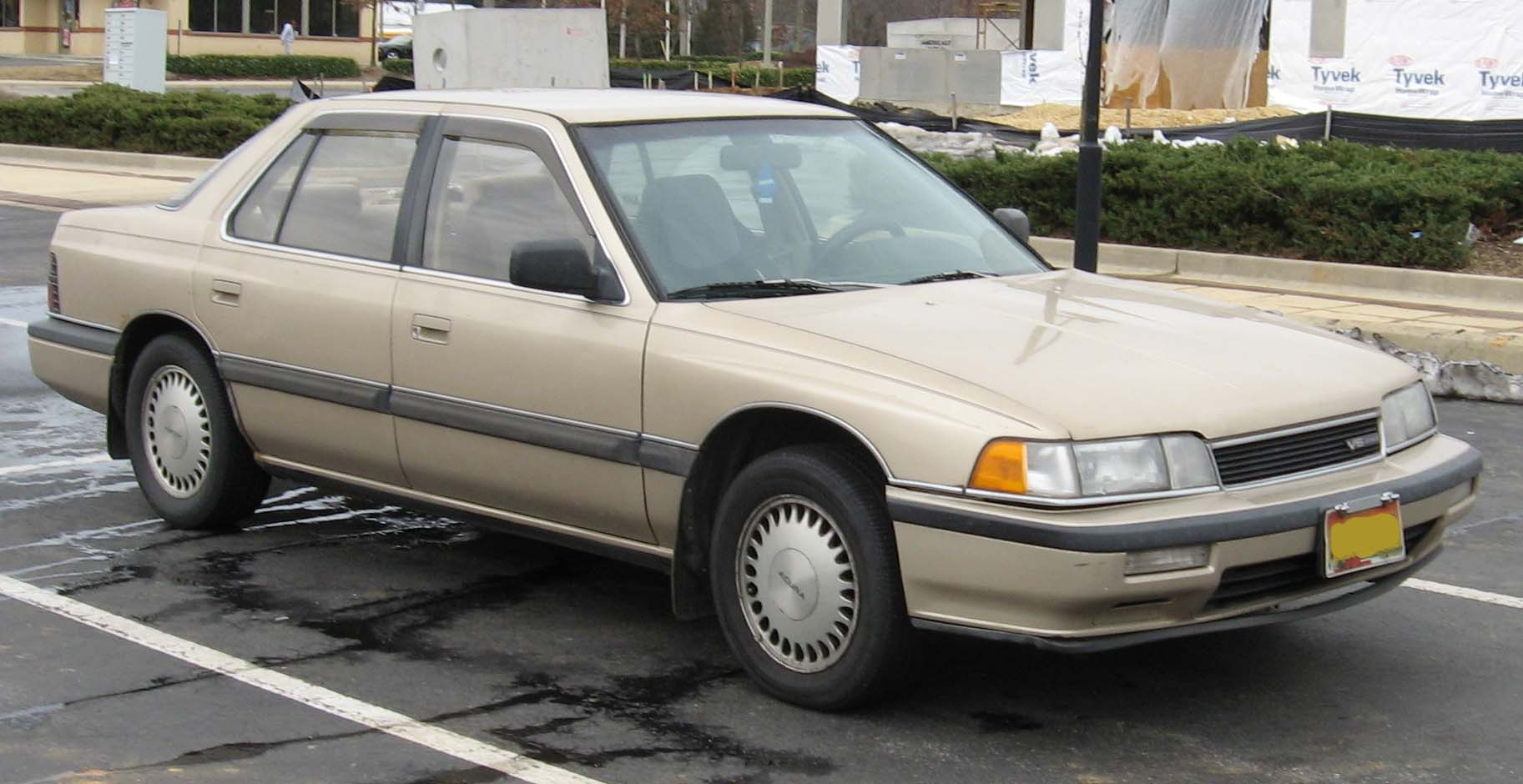
アキュラ レジェンド

## 2代目 KA7/8型（1990年 - 1996年）
1990年10月24日に登場。通称「スーパーレジェンド」。先に販売していたインスパイアやビガーが採用したFFミッドシップという特異なエンジンレイアウトを採用した。搭載されるエンジンはすべて縦置きのC32A型となり、組み合されるトランスミッションは日本国内仕様では4速ATのみだったが、輸出仕様には5速MT車が存在し、後期型では日本製乗用車では初となる6速MTも用意されていた。韓国の大宇自動車（現・韓国GM）でも「アカディア」の名でライセンス生産されていた。機種コードは4ドアセダンがSP0、2ドアクーペがSP1。
BLとの協力体制の下に手探りで高級車開発をしていた初代とは違い、2代目はニュルブルクリンクで徹底した車両実験を行うなど、NSXの開発で培われた技術や厳しい評価を基に開発された。日本で初めて助手席側エアバッグを搭載し、車体構造も実際の衝突事故を想定し、設計されていた。今日では当たり前となっているフルラップ衝突はもちろんのこと、オフセット衝突のバリアがなかったため、斜めのバリアで衝突実験をするなど、実験自体も趣向を凝らして行われた。
サイドドアビーム、ABS、運転席エアバッグ、前席シートベルトプリテンショナー（テンションリレーファー機能付き、αは後席も装備）は全車標準装備。グレード名は先代とは違い、トップグレードの「α（アルファ）」とベースグレードの「β（ベータ）」の2本立てに代わり、「α」はリアパワーシート、本木目リアシガーパネル、レザーインテリア（ドアライニング）、100%ウールモケットシートを標準装備とし、ヒューマンフィティッドイルミネーションコントロール、インテリジェントキーレスエントリー（電動テレスコピック&チルトステアリング　アウェイ機能付き）、TCSなどを標準装備。クーペはグレード展開は同様であるが、初代同様ボディは完全な専用デザインで、ドアのイージークロージャーを装備し、また、リアサイドウィンドウも開閉する。
先代と同様、内装には天童木工製本木目パネルが装着され、「α」には楠、「β」にはウォールナットが設定されていた。
初代には開発が間に合わなかったホンダナビゲーションシステム（テレビ受信機能付き）、サンルーフ、レザーシートをオプションで設定し、その他ハンズフリーカーテレフォン、デュアルエアコンなどの装備も「α」にオプション設定した。
1991年1月に2ドアクーペを発売。セダンと共通のシャーシながら、全長が60mmも短い。
1991年6月には、クーペに装備を一部見直したベーシックグレード「β」を設定。
1991年11月にはセダンに廉価グレード「αII」、「βII」を追加した。「αII」は一部の安全装備、快適装備はそのままに、リアパワーシートなどを装備しないモデルであった。また、「βII」はクルーズコントロール、オーディオコントロール、2DINハイパワーオーディオ、シートメモリー、本木目パワーウィンドースイッチパネル、リア調節式ヘッドレスト、リアセンターコンソールを廃止し、助手席エアバッグをオプション化した。同時にベースのαとβの装備を見直して価格を改定した。
1992年（平成4年）9月29日に、「α Touring」が追加されると同時に、全車エンジンセンターマウントが追加され、その他のエンジンマウントも形状変更を行い騒音・振動・ハーシュネス（NVH）対策が施された。「α Touring」は235PSに出力を改善したエンジン（通称：TYPE IIエンジン）が搭載された他、サスペンション（HPD:HONDA Progressive Dumperの追加）、ブレーキ（キャリパーポット数の変更）、専用16インチホイールの追加 など専用チューニングが施された。AT車はファジー制御の「PROSMATEC」となった。シフトノブはガングリップタイプとなり、「Touring」と標準グレードとではデザインが違った。エクステリアデザインは、フロントバンパーのナンバープレート部が若干前方に突き出して全長が変更になり、リアの“LEGEND”エンブレムが右上の小さなものから、大型化され中央配置に変更になっている。また「Touring」系のフロントグリルは縦基調の専用のものとなっている。
また、レジェンド専用に高級ホームオーディオメーカーであるラックスマンがチューンを担当した“ピュアサウンドシステム”を「βII」と「スーパーステージ」を除く全車種にオプションとして用意するなどの装備の充実がはかられた。ホンダナビゲーションシステムもジャイロセンサー（ガス式レートセンサ）のみから、GPS衛星からの電波を受信する機能が追加され、より正確な位置を把握できるようになった。
1993年（平成5年）9月のマイナーチェンジでは、「Touring」という廉価グレードが追加された。これは、「α Touring」のチューニングはそのままに、「βII」同様、装備を簡素化したモデルである。ただし、2DINハイパワーオーディオは標準装備された。また、モデル末期には「Touring」ベースでツートンカラーの限定車が発売された。
1994年（平成6年）3月にはセダン・ツーリングをベースとした特別仕様車「グランドステージ」とクーペβをベースとした特別仕様車「スーパーステージ」を設定。
当時青森県警高速隊に「βII」が2台配備されていた。
1995年10月に生産終了。在庫対応分のみの販売となる。
1996年2月に3代目と入れ替わって販売終了。

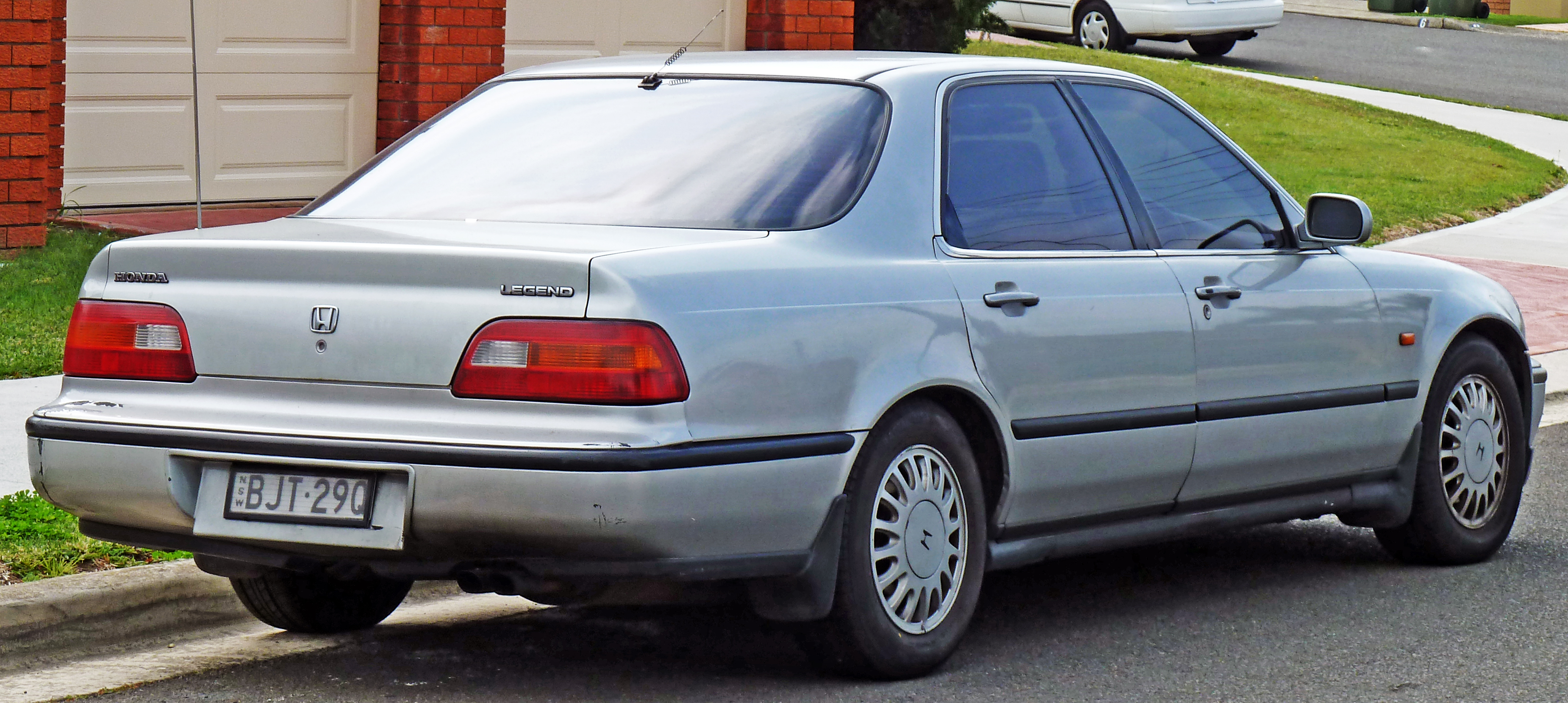
セダン リア
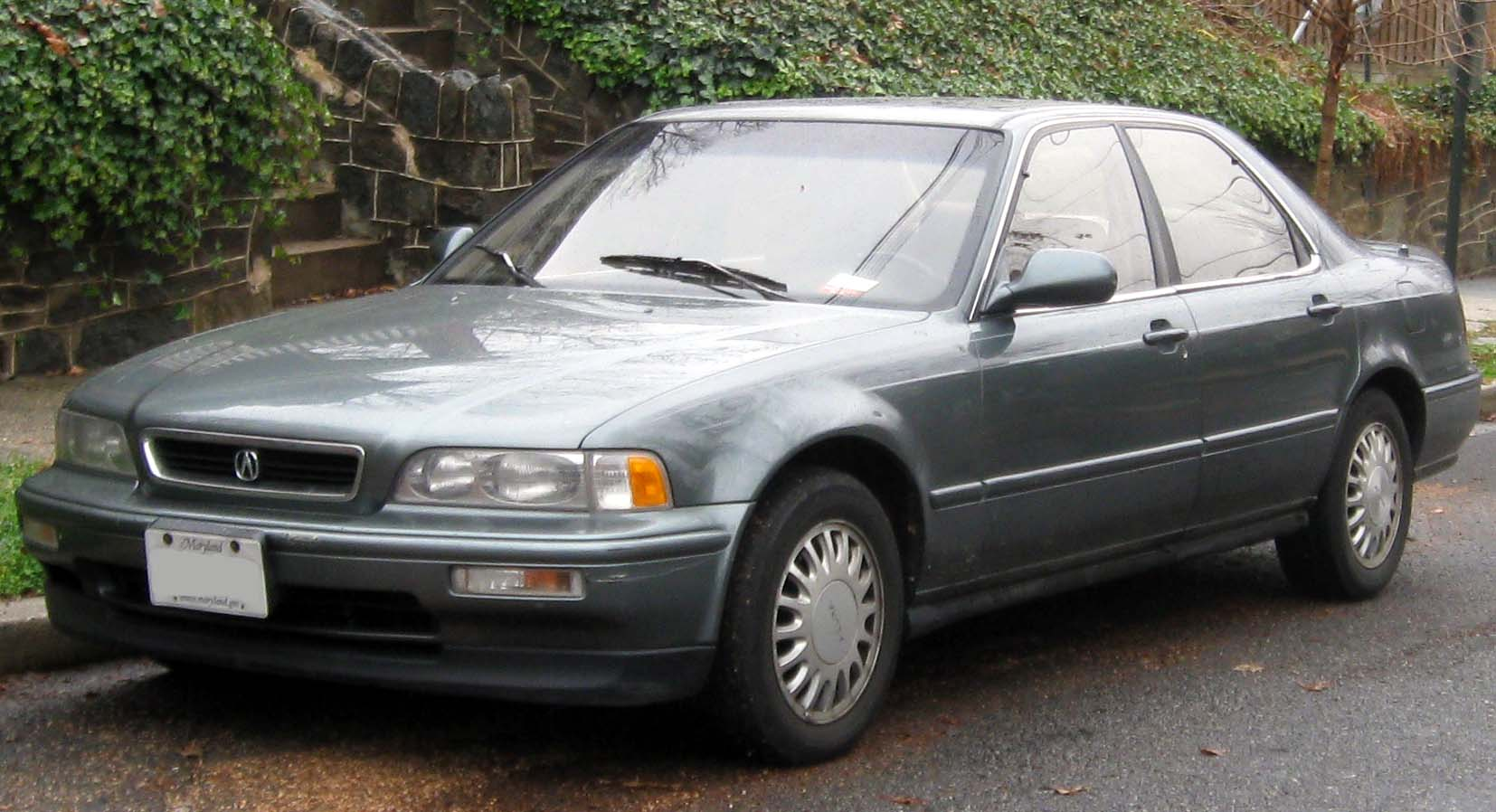
アキュラ レジェンド
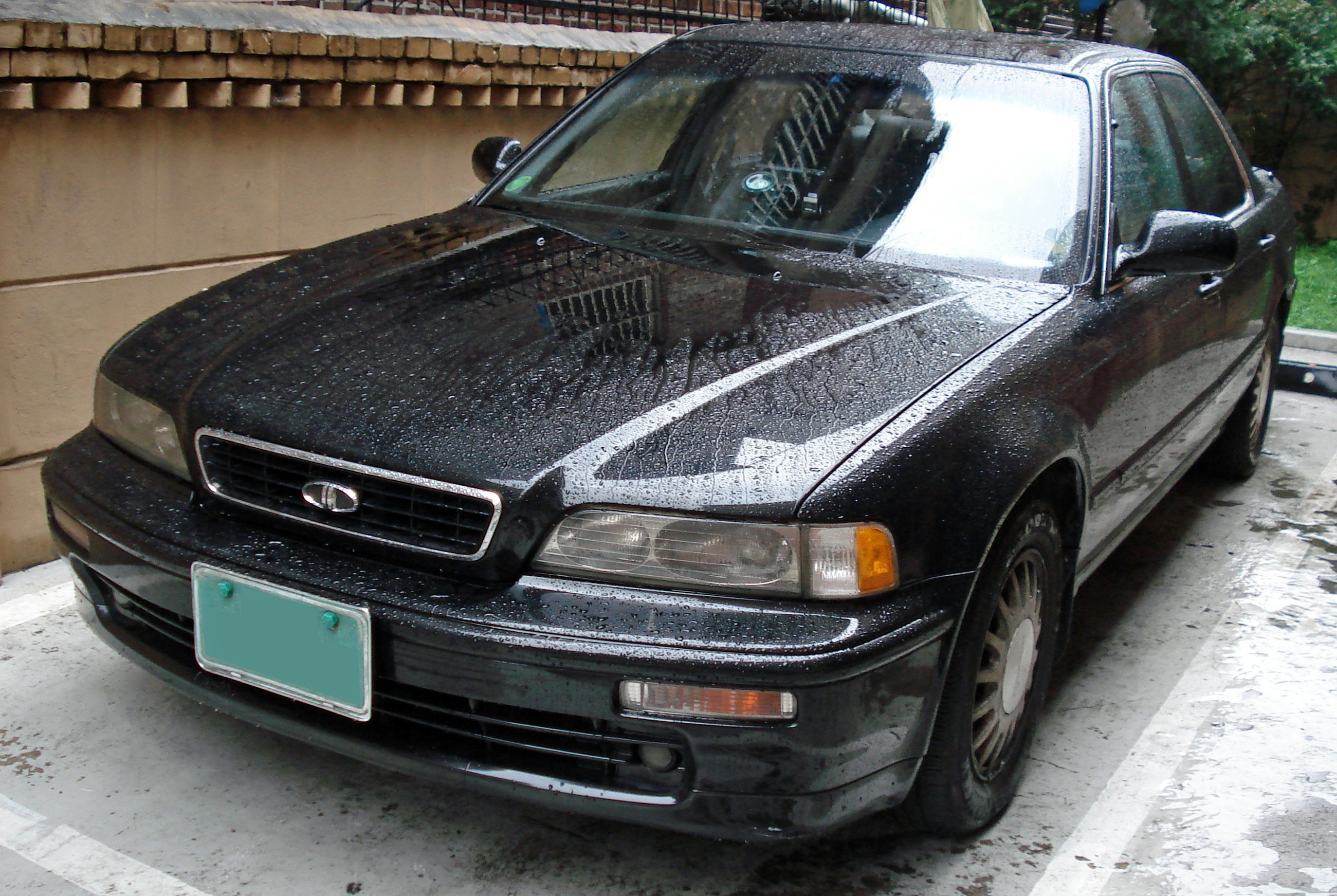
大宇 アカディア
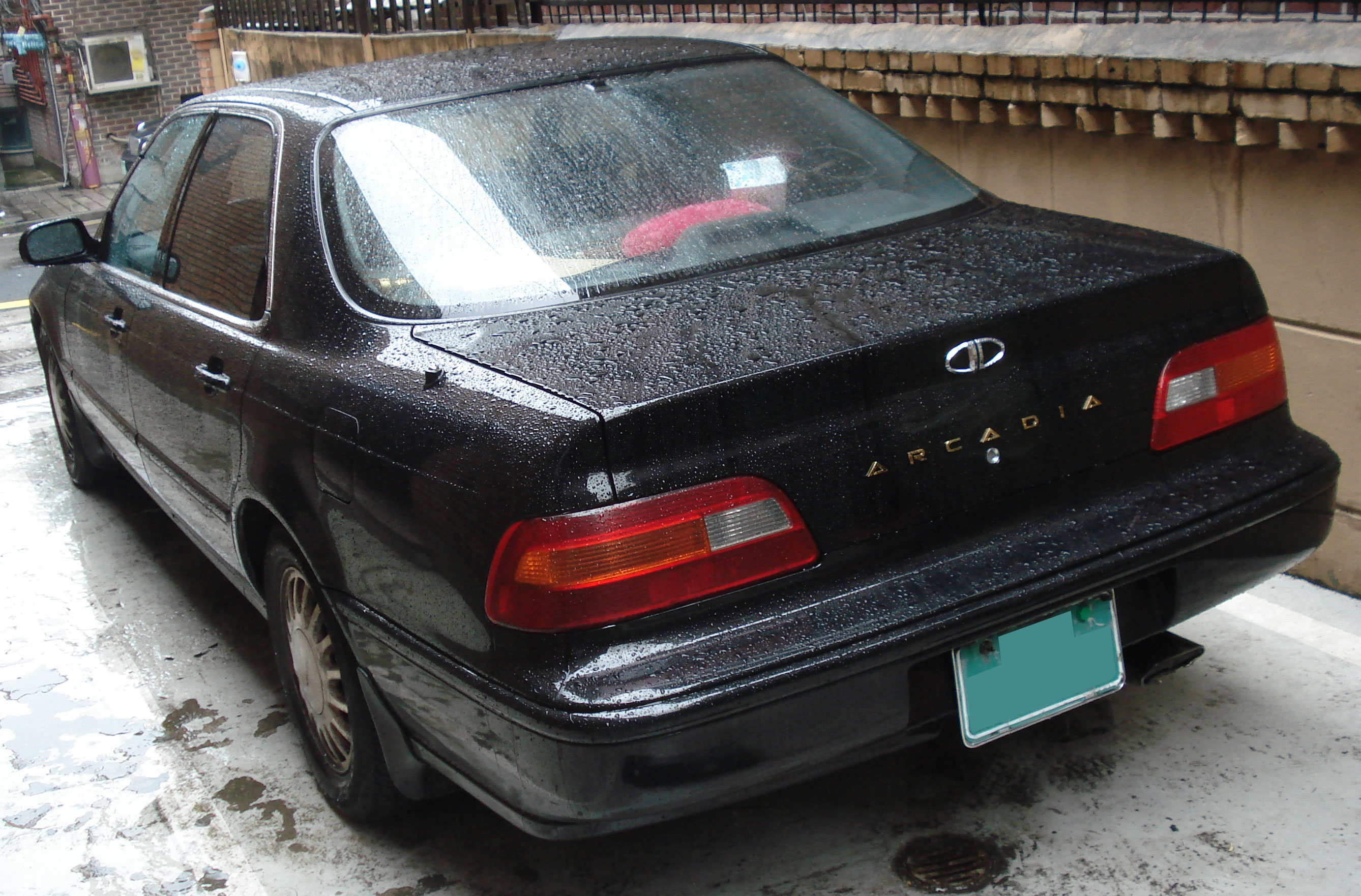
大宇 アカディア

## 3代目 KA9型(1996年 - 2004年)
FFミッドシップレイアウトを踏襲しながらエンジンはC35A型へ改められたが、基本的には先代のスキンチェンジ版である。型式名はE-KA9。機種コードはSZ3。
グレードに「エクスクルーシブ」が復活し、標準グレードの「レジェンド」、スポーツグレードの「ユーロ」の3タイプを設定した。「ユーロ」は専用チューニングされたサスペンションや16インチタイヤ（アルミホイールは先代ツーリングからのキャリーオーバー）が奢られ、標準グレードおよび「エクスクルーシブ」よりもマニューバビリティに主眼が置かれたグレードである。「エクスクルーシブ」にはレジェンド伝統の天童木工製本木目パネル（楠）を装備し、コンソールパネル、助手席側ダッシュパネルのみが本木目となり、パワーウィンドースイッチなどのパネルは水転写式の木目調パネルとなった。以外の標準グレード（助手席側ダッシュパネルのみ本木目ミルトル）、「ユーロ」に装着される全てのパネルは木目調パネルであるが、オプションでメーターパネルなどの本木目パネルが用意されていた。
装備も簡素化され、先代にみられたような豪華さはない。ランバーサポート、ヘッドレスト調節も電動から手動となり、100%ウールモケットシートやレザーインテリア（ドアライニング）などは、安全面（難燃性）とコストダウンの両方から廃止となった。一方、ラックスマンのチューンによる高性能オーディオは、先代同様オプションとして選べたが出力を抑えた仕様とされた。シフトパターンは従来のストレート式からメルセデス・ベンツのような鍵型のゲート式となった。
バブル崩壊やセダン需要の低迷により、販売台数は減少した。また、この代以降、先代（初代から2代目にかけての期間）まで存在したクーペ系車種はなくなり、セダンのみとなった。
1997年10月16日、既存グレードの一部変更と新グレード「ユーロ エクスクルーシブ」を追加。従来一部グレードにしか装備されていなかったTCSや後部中央席3点式シートベルト、16インチタイヤを全車標準装備とし、主に安全装備の充実を図った。「ユーロエクスクルーシブ」は「ユーロ」の足回りはそのままに装備を「エクスクルーシブ」並にしたもので、具体的には本木目パネル（楠）や運転席シートメモリーなどが追加されている。また、ユーロ系にはパンチングタイプの本革シートを設定した。
1998年9月21日、マイナーチェンジを発表。型式名はGF-KA9。ディスチャージヘッドランプの追加と共にフロントライトを大型化し、フロントグリルがフロントバンパーに食い込むデザインに変更された。ステアリングをよりスマートなデザインへと変更し、ホーンの形状も渦巻き型となり高級感を高めた。安全面では、ディテクションセンサー付きフロント・サイドエアバッグを標準装備した。
1999年9月24日、マイナーチェンジを発表。エンジンが平成12年排出ガス規制適合のLEV仕様となり、アコードなどに装備されているVSAが装備された（一部オプション）。
2003年6月19日に最終型が発売され、イモビライザーやセキュリティアラーム、シュクラ社製電動ランバーサポート、木目調本革コンビネーションシフトレバーの追加や、本木目パネルの材質や色調の変更（楓）やステアリング形状、自発光式メーターの色調などの変更が施される。また、フロントグリルにラインが入り、テールレンズのシグナル部をクリア化など、最後のテコ入れを行った。
2004年9月に生産終了。在庫対応分のみの販売となる。
2004年10月に4代目とバトンタッチして販売終了。

## 4代目 KB1/2型（2004年 - 2012年）
2004年10月7日に登場。エンジンの性能向上や新開発の四輪駆動「SH-AWD」の採用などにより、先代と比較してスポーティさが大幅に向上した。デビュー直後の2004年F1日本グランプリでは、マーシャルカーとして採用された。月間目標販売台数は500台。型式名は前期3.5LがKB1、後期3.7LがKB2。機種コードはSJA。
エンジンは初代から続いたバンク角90°のC型から60°のJ35A型に変更され、同じ3.5Lではあるが軽量・コンパクトになった。なお、2004年7月1日に280PS自主規制が解除されたことに伴い、カタログスペックが221kW（300PS）、353N·m（36.0kgf·m）となり、日本製乗用車では初の自主規制値（280PS）オーバーとなった。またパワートレインの搭載方法も、2代続いた縦置きから横置きに戻った。
駆動系に採用されたSH-AWDは、四輪の駆動力を自在に配分するもので、国内外より高く評価され、2004－2005日本カー・オブ・ザ・イヤーおよびモースト・アドバンスド・テクノロジー特別賞と2005年次RJCテクノロジー・オブ・ザ・イヤーを受賞した。
北米仕様では従来どおりスタガードゲートシフトを採用。日本・欧州仕様はシフトパターンが再びガングリップタイプのストレート式となり、シフトブーツの付いたSマチックが搭載されている。なお、北米仕様と日本仕様では一部のギア比が違い、日本仕様では加速重視のクロスレシオとなっている。
この代よりホイールのナット座ピッチ直径（PCD）が5穴の114.3mmから5穴の120.0mmに変更された。
オーディオシステムにはクラリオン製の6連奏DVDチェンジャーにBOSE社のアンプとスピーカーを組み合わせた5.1chサラウンドサウンドシステムを採用。DVDオーディオのハイレゾ音源やマルチチャンネル音源に対応し、CDの2ch音源に対してもBOSE Centerpoint技術による擬似サラウンド再生が可能となった。
アルパイン製のHDDナビゲーションシステムは従来のタッチパネル式に代わりプログレッシブコマンダーと称する遠隔操作を採用し、ドライバーの視線移動を最小に手元で集中操作可能とした他、携帯電話またはWILLCOM通信カードを接続する事でより精度の高い通信ナビゲーションが可能となった。
M-TECから同社初のコンプリートカーである「MUGEN Complete Package M1」が発表され、11月から販売された。
2005年（平成17年）9月15日にマイナーモデルチェンジを受け、従来の約半分の大きさだというHondaスマートキーシステムに変更された他、リアカメラ、AUX端子、ベンチレーション機能付本革シートが追加された。
2006年（平成18年）10月5日にマイナーモデルチェンジを受け、パドルシフトに新たな制御機能を追加された。Dポジションのままでパドルシフト機能の操作が可能になり、運転状態を検知し自動変速モードに自動復帰する制御システムが採用された。
4代目はリアドア開口部寸法の制約上、営業車として登録はできない。秋田県と熊本県の公用車にこのモデルが採用されている。また、極少数ではあるが帝都自動車交通のハイヤーにも使用されている。
2008年（平成20年）9月5日に北米仕様に遅れること2か月、ビッグマイナーチェンジを受けた。デザインの意匠が、より押し出しの強いものとなり、全長も2007年12月に発売された5代目インスパイアより長くなった。エクステリアでは、大型のフロントグリルやスポイラー一体型のトランクフード、新デザインの17インチアルミホイールなどを採用した。エンジンは排気量が3.7Lに拡大され、出力が227kW（309PS）、370N·m（37.7kgf·m）に向上した。同時に新タイプとして、3代目にあった「ユーロ」が設定された。「ユーロ」の主な特徴は外装にブラッククロームメッキパーツや18インチアルミホイールなどの採用し、スポーティなフォルムを実現した。内装は、本革&木目調コンビステアリングホイールやATセレクトレバーを採用、シートに赤のダブルステッチを施すなど、スポーティなインテリアになっている。
カーナビはパイオニア製のオーディオ・ナビ一体型となり、8インチ画面の解像度が従来のQVGAからVGAへと高解像度化。ルート検索をまるごとインターナビセンターのサーバーで行うサービスが開始され、従来より多くの情報を加味することにより、さまざまなルート設定（省燃費ルートやETC割引ルート など）が可能となった。さらに、サウンドコンテナ機能が追加され、約4,000曲ほどHDD（容量が40GBに増量）に保存できるようになった。これにより、6連奏CD/DVDチェンジャーが、シングルCD/DVDプレイヤーに変更された。TVチューナーが地デジ対応となった（但し、ワンセグ専用）他、ETCが標準搭載となった。
Bluetoothハンズフリー通話に対応したものの、Bluetoothオーディオには非対応で、尚且つスマートフォンでのインターナビデータ通信には非対応だった為、利用シーンは限定的であった。USBポートを搭載し、iPod/iPhoneやUSBメモリーを接続しての音楽再生が可能となった他、インターナビ通信用ドングル接続用USBポートをもう１ポート拡張可能とするケーブルがディーラーオプションで用意された。
2010年（平成22年）10月21日、マイナーチェンジを受け、ホンダとして初めて6速ATが採用された。加速性能の向上と共に変速もよりスムーズとなり、動力性能と燃費性能の両立が図られた。また、中空構造のレゾネーター（消音装置）を取り付けた世界初のノイズリデューシング機構付アルミホイールを採用し、高速道路でのつなぎ目の乗り越しや荒れた路面の走行する際などで発生する不快な共鳴音を抑制する。さらに、ボディ各所に配置された遮音材や吸音材との相乗効果で、走行中のさまざまな周波数のノイズを効果的に低減し静粛性を向上した。また、ワンセグ専用だったTVチューナーがフルセグ対応となった。
2012年（平成24年）6月16日に、同月いっぱいで生産終了することが報じられ、7月にはオフィシャルWEBサイトからページが削除され、27年の歴史に一旦終止符を打った。

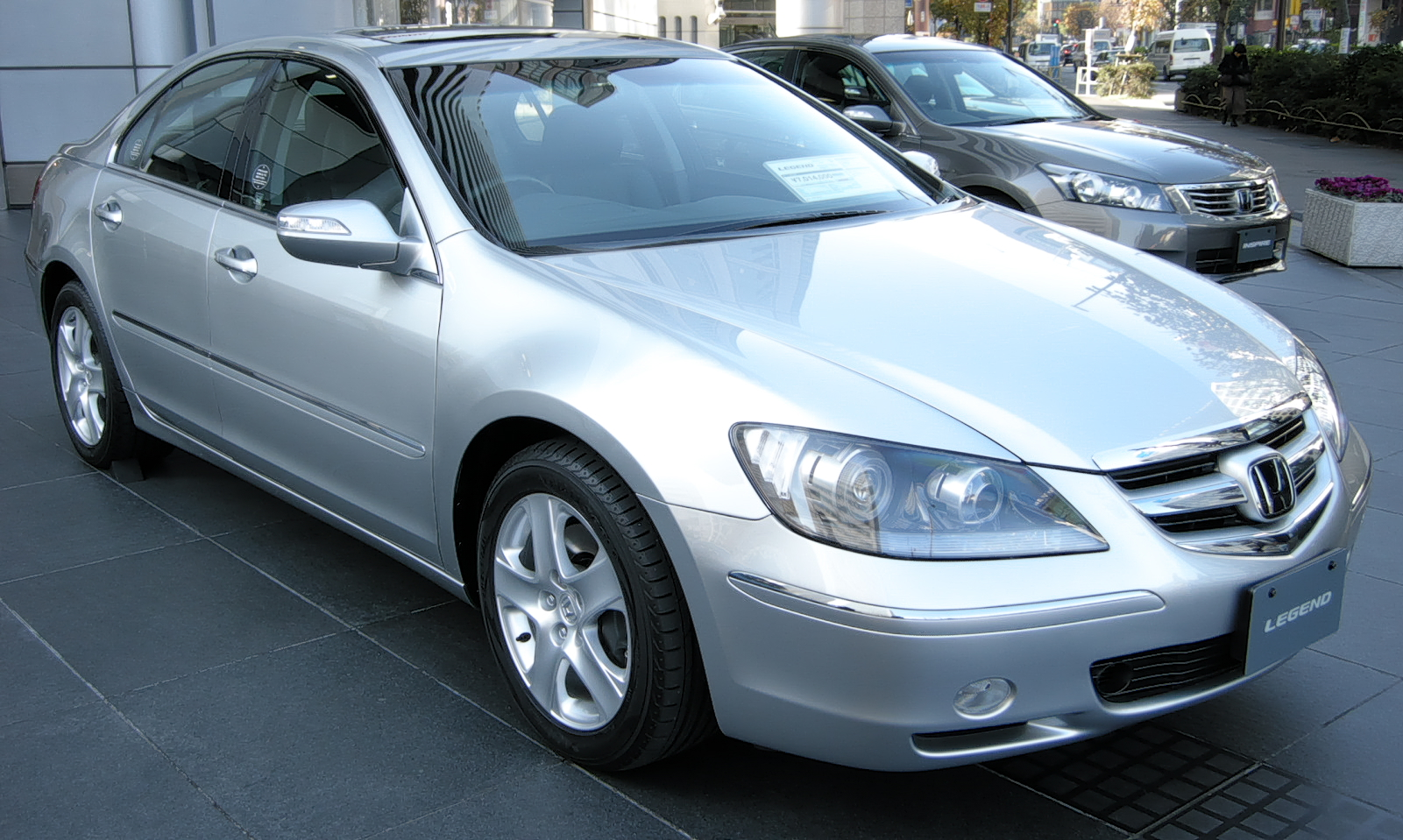
フロント（前期型、2004年-2008年）
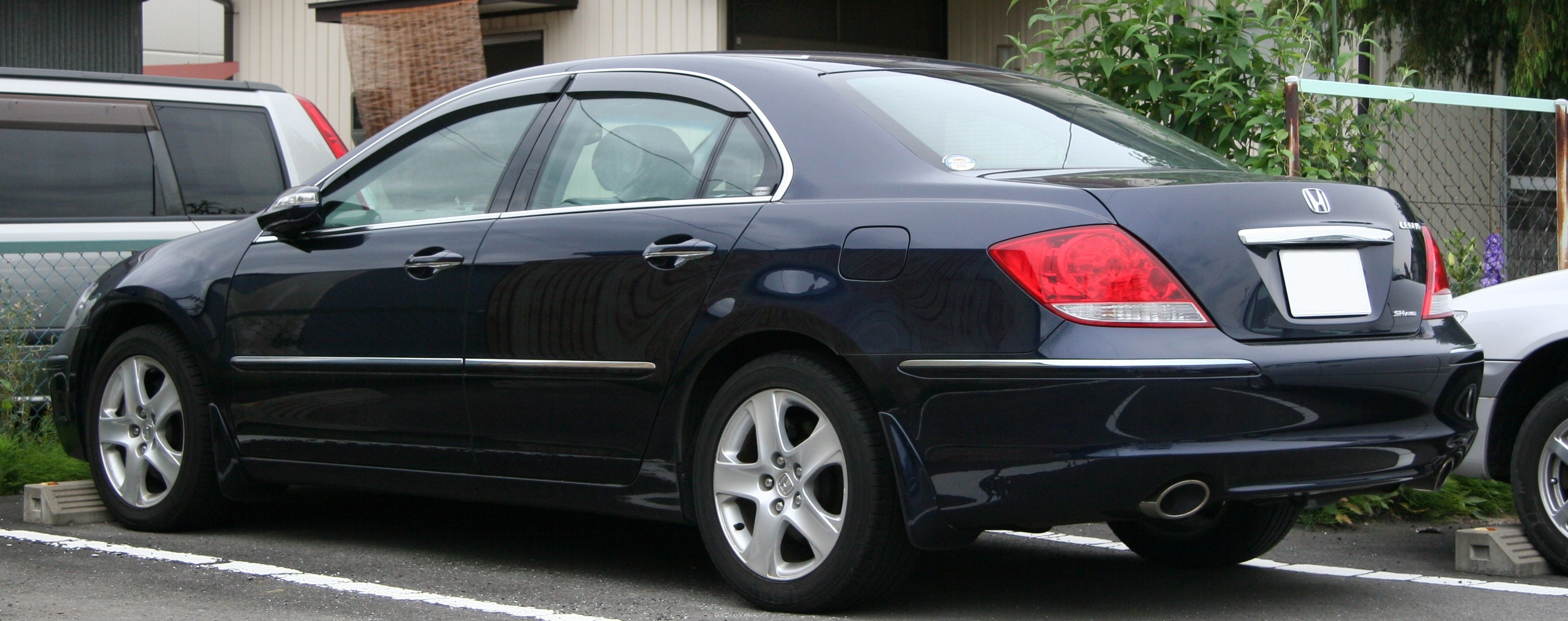
リア（前期型）
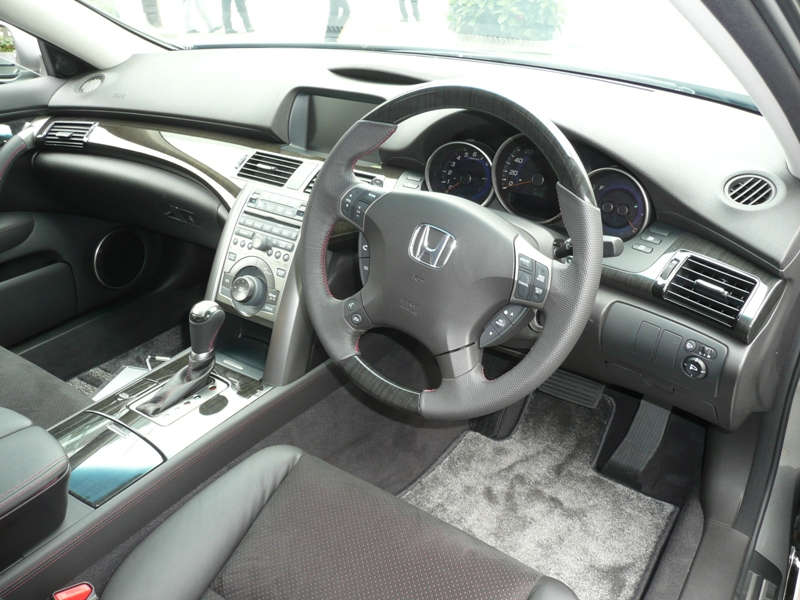
車内（中期型）
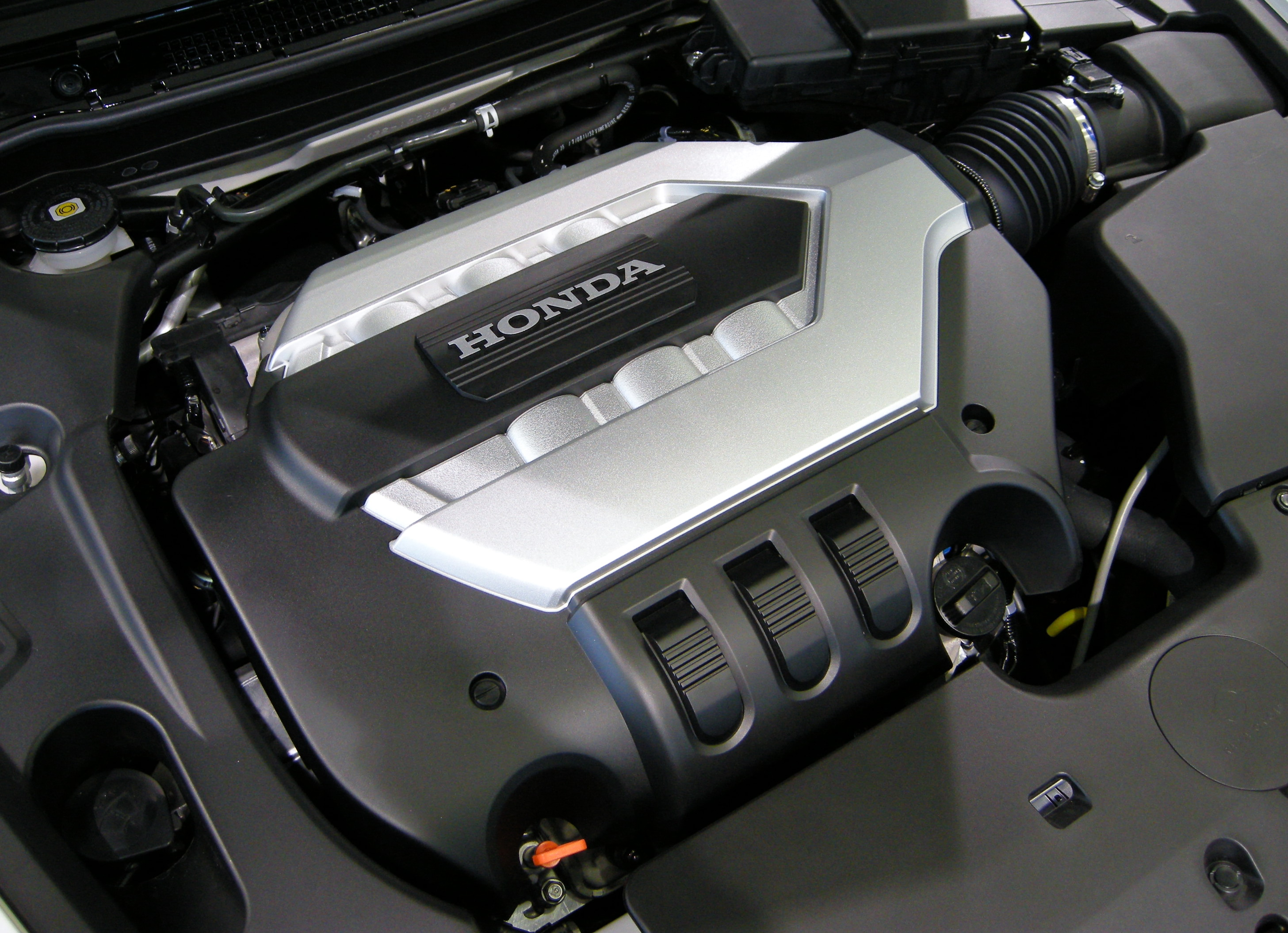
エンジンルーム（中期型）

## 5代目 KC2型（2015年 - 2022年）
アキュラチャンネル向けのRLについて、2012年4月5日に、ニューヨークオートショーにおいて新たなフラッグシップセダンの方向性を示すコンセプトモデル「RLXコンセプト」を世界初公開することを発表した
。型式名はKC2。機種コードはTY4。
RLXにはAWDとFFの2種類がラインアップされ、AWDにはホンダ・NSX_(2016年)で発表した3モーターハイブリッドシステム「SPORT HYBRID SH-AWD（Super Handling All Wheel Drive）」を採用。フロントには「EARTH DREAMS TECHNOLOGY」を採用した最高出力314PS（231kW）のJ35Y型と、最高出力47PSの電気モーター1基を内蔵した7速デュアルクラッチトランスミッション（DCT）を、リアアクスルには最高出力37PS（27kW）の電気モーターを左右1基ずつ搭載している。これらにより、381PS（276kw）のシステム出力と30mpg（JC08モードで16.8km/L）の燃費が両立される。基本的にはモーターアシスト型のパラレル式ハイブリッドであるが、後輪にもモーターを搭載したことにより、制御がヴェゼルやアコードとはかなり異なる。
なお、北米向けのRLXは3.5Lのガソリンモデル（KC1）が主力であるが、日本市場においてはアコードなどと同じくハイブリッドモデル（KC2）のみが2014年11月10日に発表され、2015年2月20日から発売された。グレードもHybrid EXのみのモノグレード設定となる。埼玉県の知事公用車には当車が使用されている。
歩行者への衝突回避を支援する世界初の「歩行者事故低減ステアリング」や、車線維持支援システム、路外逸脱抑制機能等を「Honda SENSING（ホンダ センシング）」として搭載。また、シフトはホンダ初のシフト・バイ・ワイヤ（同社では、「エレクトリックギアセレクター」と呼称）になり、パーキングブレーキも電子制御式になった。
なお、2015年3月より韓国においてもホンダコリアを通じて、4年ぶりに日本市場と同名での販売を再開。パワーユニットはハイブリッドは設定されず、ガソリンエンジン（KC1）仕様のみとなり、インテリアもブラックのみとなる。
2021年3月4日には、国土交通省より自動運行装置として型式指定を受けた自動運転レベル3:条件付自動運転車（限定領域）に適合する渋滞運転機能を装備したタイプが追加された。

### 年表
2012年4月5日
2012年ニューヨークオートショーで「アキュラRLXコンセプト」を世界初公開。
2012年11月29日
2012年ロサンゼルスオートショーで新型「アキュラRLX」を発表。
米国では、2013年春から発売、また「SPORT HYBRID SH-AWD」を搭載したモデルは2013年後半に発売する予定であることを合わせて発表。
2014年4月20日
ハイブリッドシステムを搭載した「アキュラRLX」を2014年北京モーターショーで初公開。
中国において、従来までのFFモデルに加え、「SPORT HYBRID SH-AWD」を搭載モデルを、同年8月より発売することを発表。
2014年10月24日
安全運転支援システム「Honda SENSING」を発表。
日本での「Honda SENSING」の発表と合わせ、本システムを搭載する新型「レジェンド」が、年内に日本で発売予定であることが公表された。
2014年11月10日
フルモデルチェンジ（2015年2月20日発売）。2年4ヶ月ぶりに「レジェンド」の名称が復活。
日本仕様は、3モーターハイブリッドシステム「SPORT HYBRID SH-AWD」を搭載した「Hybrid EX」のみの設定。「SPORT HYBRID SH-AWD」は、新開発のV型6気筒3.5L直噴i-VTECエンジンと、高性能モーターを内蔵した7速DCTを、車体後部には、2つのモーターを内蔵したTMU（ツインモーターユニット）を搭載。エンジンと合計3つのモーターを最適に制御するコントロールユニットと、高出力リチウムイオンバッテリーを組み合わせたシステムである。また、世界初となる歩行者への衝突回避を支援する「歩行者事故低減ステアリング」など、先進の運転支援システム「Honda SENSING」を採用している。
ボディカラーは先代モデルにも設定されていた「グラファイトラスター・メタリック」、「クリスタルブラック・パール」、「ポメグラネイト・パール」に、新設定の「ホワイトオーキッド・パール」と「スーパープラチナ・メタリック」、新規開発色「ギルデッドピューター・メタリック」を加えた全6色を設定。
2016年3月
仕様変更（公式発表なし）。
ステアリングヒーターが追加された。
2017年7月
仕様変更（公式発表なし）。
ボディカラーの設定を変更。「グラファイトラスター・メタリック」が廃止され、全5色の設定となった。
2017年12月7日
2018年2月に実施予定のマイナーモデルチェンジに関し、Hondaホームページで関連情報の先行公開を実施。
2018年2月8日
マイナーモデルチェンジ（2月9日発売）。
エクステリアは、フロントグリルや前後バンパーのデザインを変更し、リアツインフィニッシャーを採用。ヘッドライト、テールランプのデザインを変更。また、新採用された ｢ダイヤモンド・ペンタゴングリル｣ は、日本国内専用のデザインとし、アキュラ仕様に採用されるグリルのデザインとは異なる。忍者が用いる撒菱と日本建築の紋様がモチーフの設計で、ホンダブランドのフラッグシップに相応しい、こだわったデザインとした。
ボディカラーの設定を変更。「ホワイトオーキッド・パール」、「クリスタルブラック・パール」、「ポメグラネイト・パール」の3色は廃止。新採用色として「プラチナホワイト・パール」、「モダンスティール・メタリック」、「マジェスティックブラック・パール」（日本市場初設定）、「プレミアムディープロッソ・パール」、「プレミアムクリスタルレッド・メタリック」、「オブシダンブルー・パール」の6色が追加され、全8色から選択ができる。
インテリアは、シート形状を大幅に変更。インストルメントパネルを中心にシルバー加飾を変更するとともに、内装のカラーバリエーションを追加。「プレミアムブラック」、「シーコーストアイボリー」の2色は継続設定。「ブルーノ」に替わり「ディープブラウン」と「グレーストーン」の2色を新設し計4色の設定とした。さらに、インテリジェント・パワー・ユニット（IPU）の小型化により、トランク容量を13L拡大するとともに、パワートランクを新採用。
走行性能では、ボディー、シャシー、制御など細部までチューニングを施すとともに、ボディー骨格の接着剤塗布範囲を拡大することで剛性感を高め、ダンパー特性などのシャシーセッティングを変更。また、エンジンと3つのモーターで四輪の駆動力を自在に制御する「SPORT HYBRID SH-AWD」をさらに熟成させ、ハンドリング性能と上質な乗り心地を進化させている。
「Honda SENSING」には、Honda車として初搭載の機能として「トラフィックジャムアシスト（渋滞運転支援機能）」を追加。高速道路などの渋滞時、0km/hから約65km/hまでの速度域で前走車との車間を保ちながら自車の走行車線をキープするよう、アクセル、ブレーキ、ステアリングの操作をアシストし、ドライバーの運転負荷を軽減する機能である。
2020年11月
仕様変更（公式発表なし）。
カラーバリエーションを変更。ボディカラーは「ギルデッドピューター・メタリック」と「プレミアムクリスタルレッド・メタリック」が、内装色は「グレーストーン」が、それぞれ廃止された。
WLTCモードによる排出ガスと燃料消費率（JC08モードによる数値も併記）に対応し、「平成30年排出ガス基準75%低減レベル（☆☆☆☆☆）」認定を取得した。
2021年3月4日
新タイプとして、「Hybrid EX・Honda SENSING Elite」が発表された（翌3月5日発売）。
本タイプでは、高速道路や自動車専用道において、渋滞追従機能付アダプティブクルーズコントロール（ACC）と車線維持支援システム（LKAS）が作動中に一定の条件を満たしたときに、ドライバーがハンドルから手を離した状態でもシステムが運転操作を支援（車線内運転支援・車線変更支援・高度車線変更支援）するハンズオフ機能、ハンズオフ機能付車線内運転支援機能で走行中に渋滞に遭遇した場合に一定の条件下でドライバーに代わってシステムが周辺を監視しながらアクセル・ブレーキ・ステアリングを操作する渋滞運転機能「トラフィックジャムパイロット」、ドライバーがシステムからの操作要求に応じ続けなかった場合に左車線へ車線変更しながら減速・停車を支援する緊急時停車支援機能で構成された「Honda SENSING Elite（ホンダ センシング エリート）」を搭載。また、ハンドル・ナビ画面上部・グローブボックスにHonda SENSING Elite表示灯を装備し、ハンズオフが可能な状況にはハンドルの表示灯がブルーに点灯し、「トラフィックジャムパイロット」作動中は他の表示灯もブルーに点灯。システムがドライバーに操作要求をする場合にはオレンジに切り替わって点灯・点滅して知らせるほか、メーターは12.3インチの大型フル液晶タイプとなり、通常は2眼メーターと2眼の間に配置したマルチインフォメーション・ディスプレーが表示されるが、「トラフィックジャムパイロット」作動中は2眼メーターが消え、優先度の高い情報のみが大きく表示される。
外観は赤外線を用いるライダーセンサーを、フロントはバンパー下部にビルトインして内部をブラックアウト化。リアはバンパー下部奥にブラックアウトされたディフューザーに内蔵。レーダーセンサーは外から見えないように内蔵され、ソナーセンサーは丸型フラットタイプを採用するなど、機能を成立しつつ外観に溶け込むように搭載されたほか、フロントバンパーの左右下部とリア中央のライダーセンサーの左右にターコイズブルーに光るブルーアクセサリーランプを装備し、アルミホイールはベルリナブラック塗装の専用デザインとした。ボディカラーやインテリアカラーは「Hybrid EX」と同じカラーバリエーションから選択可能である。
なお、本タイプはリース専用の販売となり、リース契約やアフターサービスは国土交通省の特定整備認証を取得した特定の販売店での案内となるほか、100台の限定生産となる。
2021年6月15日（補足）
同年12月末の狭山工場の閉鎖に伴い、同年12月末までに生産終了。
2021年10月中旬
「Hybrid EX・Honda SENSING Elite」のオーダー受付を終了。
2021年11月8日
「Honda SENSING Elite」搭載タイプが「2021～2022日本自動車殿堂 カーテクノロジーオブザイヤー」を受賞した。
2021年12月24日
生産終了。以降は流通在庫のみの販売となる。
2022年1月31日
販売終了と同時にホームページへの掲載終了。これにより、日本国内におけるホンダの大型高級セダンが消滅した形となり、初代から数えて通算37年の歴史に幕を下ろした。日本国内におけるホンダの大型セダンは既存の海外生産車種である10代目アコードが事実上の代替車種となる。

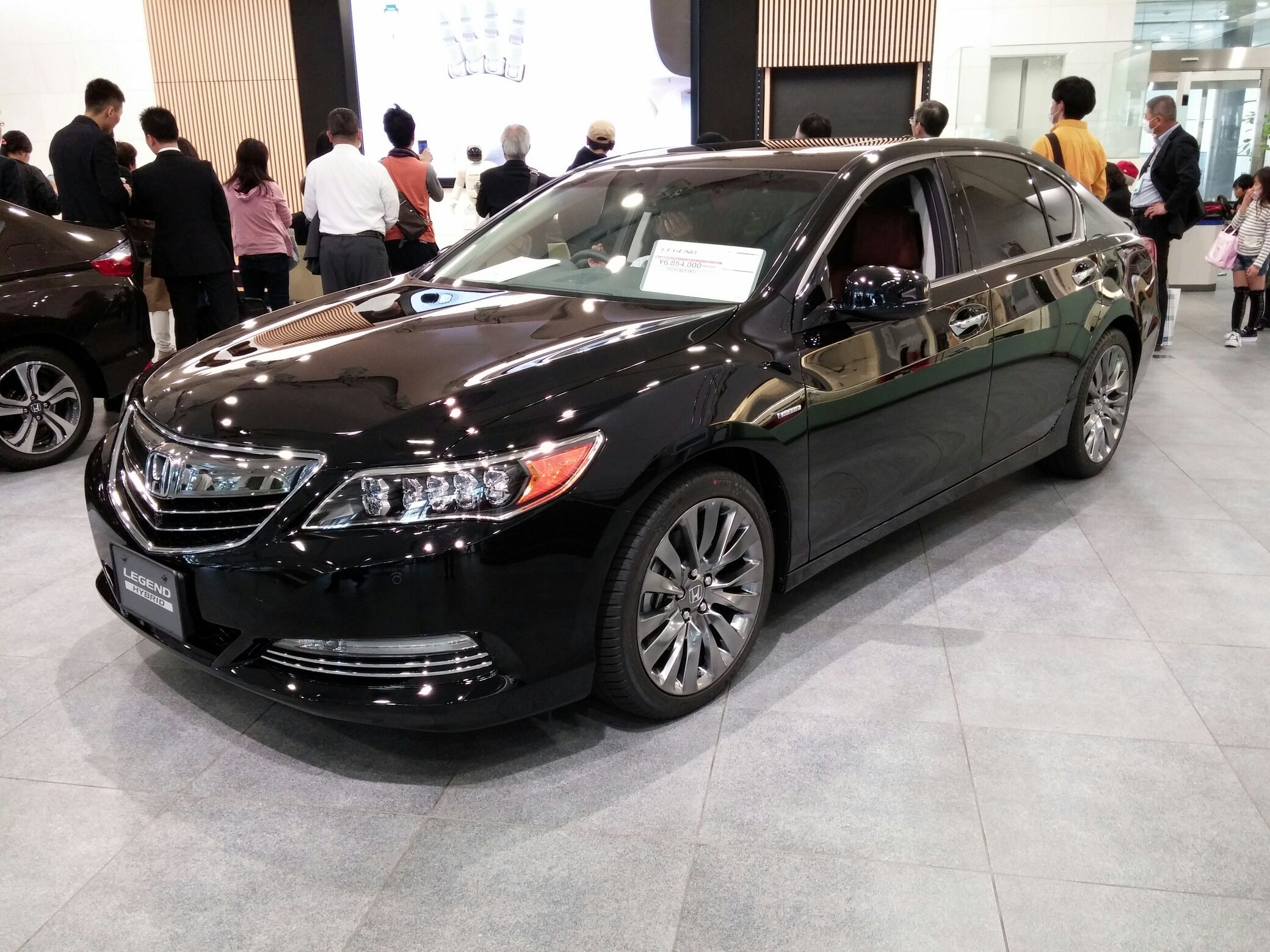
Hybrid EX フロント（2015年2月発売モデル）
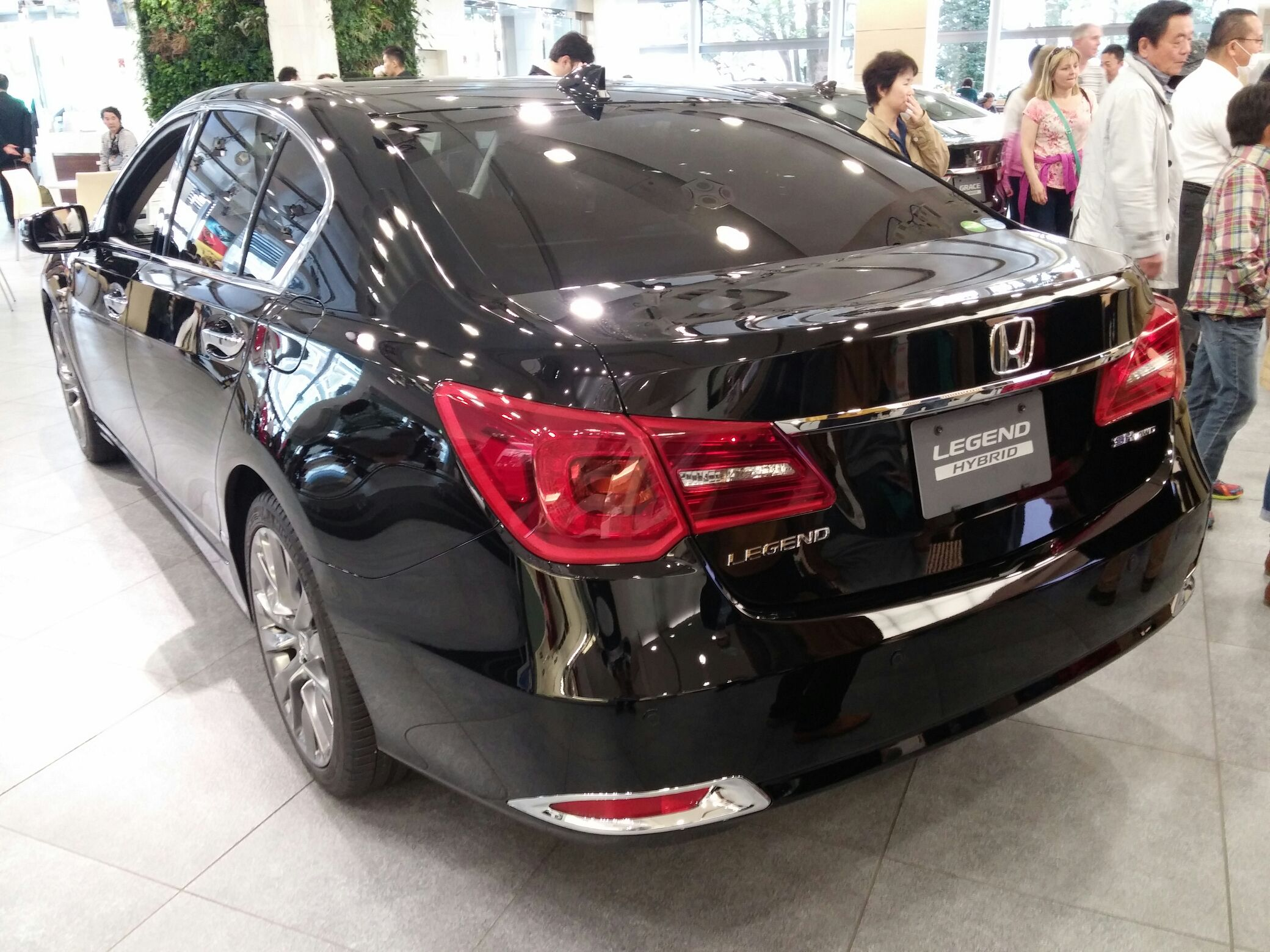
Hybrid EX リア（2015年2月発売モデル）
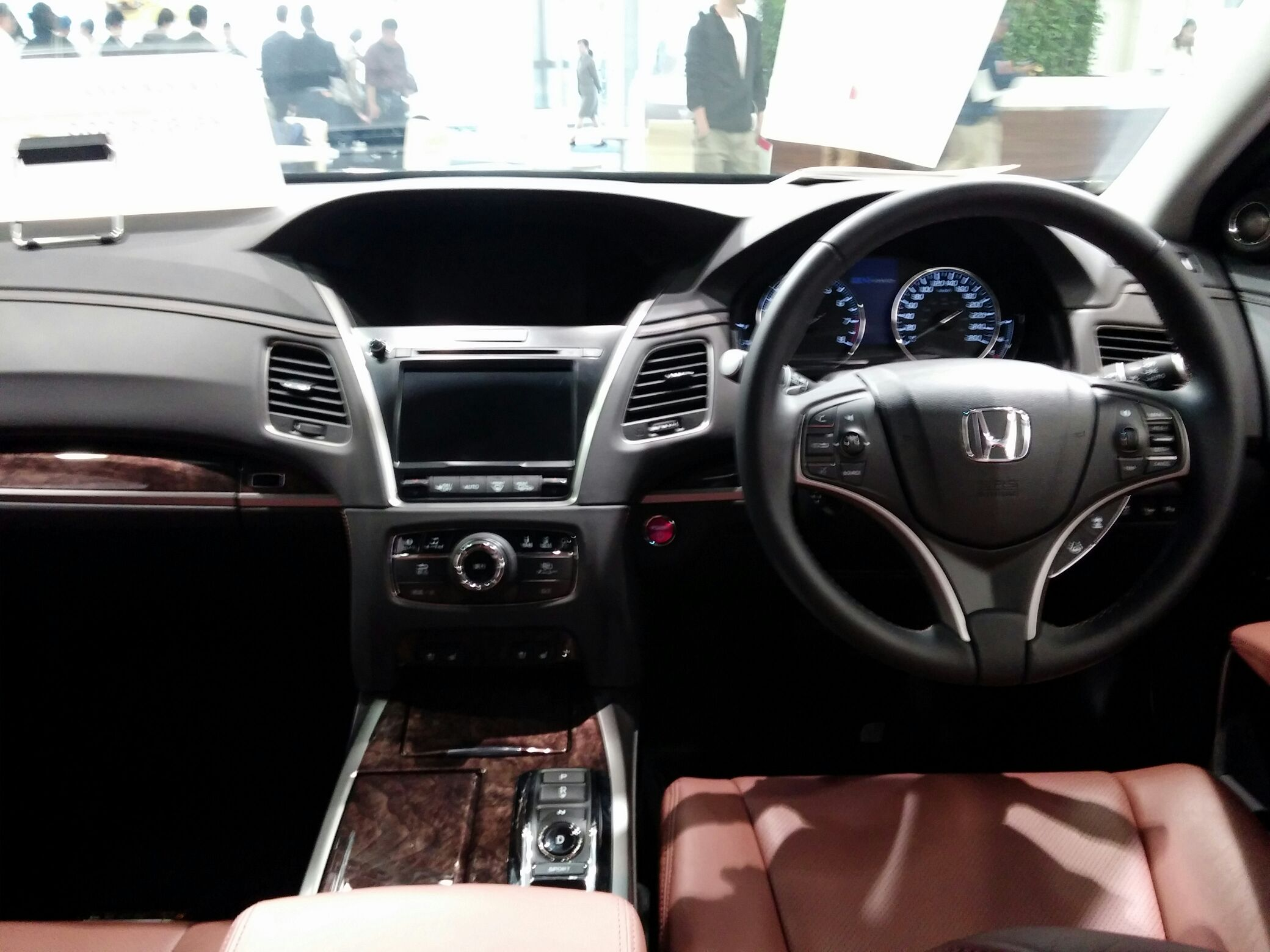
Hybrid EX 室内（2015年2月発売モデル）

## 車名の由来
- 英語で「伝説」を意味する。

## 受賞
1987年のレジェンドのSRSエアバッグシステム採用が、社団法人自動車技術会の「日本の自動車技術180選」の「装備・部品」部門で「積極安全思想の一環として国産初」として選出されている。